# Џастин Фашану
Џастин Сони Фашану или Џастин Фашану ( Хенкију, 19, фебруар 1961 — Шоредиш, 2. мај 1998) био је енглески фудбалер. 
Он је био оптужен за силовање седамнаестогодишњака али су оптужбе биле одбачене због недостатка доказа.
Џастин је био први енглески фудбалер тамне коже који је био трансферован у други клуб за милион фунти. 1990. године је изјавио да је геј. Изврштио је самоубиство 1998. године након што је био жртва хомофобије и одбијања од својих саиграча који нису желели да прихвате његову оријентацију.

## Биографија

### Детињство
Син нигерског баристера, Џастин тренира бокс и фудбал. Љубитeљ фудбала као и његова два брата Џон и Бернардо, Џастин уписује школу фудбала и почиње да тренира професионално. 1980. године, побеђује заједно са екипом Норвиш против Ливерпула. 1981. године пребачен је у Нотингам Форест и замењује Тревора Франциса. Након неколико година прелази у Нотс Контри у којем игра 64. меча са 20. постигнутих голова. 1985. поврећује ногу која је могла да га кошта каријере али захваљујући операцији у Америци, брзо се опоравља. Враћа се у Енглеску где игра за Ливерпул сити до 1989. године.

### Каминг аут
1990. године је извршио каминг аут током интервјуа. Неколико његових колега су одмах изјавиле да једном хомосексуалцу место није у фудбалском тиму. Чак је то изјавио и његов брат Јон који се одрекао свог брата. Навијачи нису били на његовој страни. Џастин Фашану је био први фудбалер који је изнео своју сексуалну оријентацију а да је професионални фудбалски играч.

### Смрт
2. маја 1998.године Џастин је пронађен обешен у својој гаражи у Лондону. Оставио је опроштајно писмо у коме је навео да однос који је имао са седамнаестогодишњаком није био присилан и да је особа сама пристала на тај однос. У међувремену полиција је подигла оптужбу против њега због недостатка доказа.